# Carlos II Augusto do Palatinado-Zweibrücken
Carlos II Augusto (em alemão:  Karl August Christian; 29 de Outubro de 1746 - 1 de Abril de 1795) foi o duque de Zweibrücken entre 1775 e 1795. Era filho do conde Frederico Miguel de Zweibrücken-Birkenfeld e da princesa Maria Francisca de Sulzbach. Pertencia à Casa do Palatinado-Zweibrücken-Birkenfeld, um ramo da Casa de Wittelsbach.

## Origens
Carlos nasceu em Düsseldorf, sendo o mais velho dos cinco filhos de Frederico Miguel, Conde Palatino de Zweibrücken e da sua esposa, a princesa Maria Francisca de Sulzbach. Era irmão mais velho da rainha Amália da Saxónia e do príncipe Maximiliano que se viria a tornar rei da Baviera.

## Pedido rejeitado

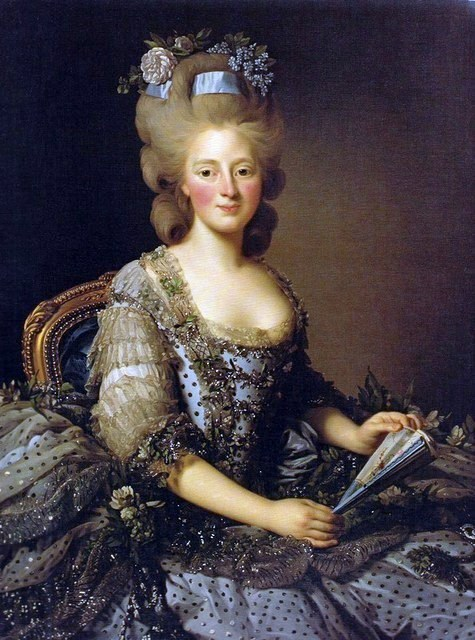
A arquiduquesa Maria Amália da Áustria por Roslin.

Carlos queria casar-se com a arquiduquesa Maria Amália, oitava filha da imperatriz Maria Teresa da Áustria. O conde era conhecido na corte e Maria Amália também estava apaixonada por ele. No entanto, Maria Teresa considerava que Carlos não tinha estatuto suficiente para se casar com uma arquiduquesa. Além do mais, queria fortalecer a aliança da Áustria com a Casa de Bourbon casando uma das suas filhas com Fernando, duque de Parma, neto do rei Luís XV de França. Inicialmente, a escolhida para esse lugar tinha sido a arquiduquesa Maria Josefa, mas, após a sua morte, o noivado foi herdado por Maria Amália.
O irmão mais velho de Maria Amália, o futuro sacro-imperador José, também era a favor do casamento da sua irmã com o duque de Parma que era irmão mais novo da sua adorada esposa, Isabel. Por isso, em 1769, Maria Amália casou-se com Fernando contra a sua vontade. Esta decisão não só colocou Carlos contra a imperatriz e contra a Áustria como também colocou Maria Amália contra a mãe. Ele jamais iria voltar a corte vienense e jamais conseguiria ver Maria Amália outra vez, sempre faria criticas duras a Maria Teresa.
Carlos acabaria por se casar com a princesa Maria Amália da Saxónia, irmã do seu cunhado, o príncipe-eleitor da Saxónia.

## Casamento
Carlos casou-se em 1774, em Dresden, com a princesa Maria Amália da Saxónia, filha de Frederico Cristiano, Príncipe-Eleitor da Saxónia. Seu único filho, Carlos Augusto Frederico, morreu com oito anos de idade em 21 de agosto de 1784.
Carlos Augusto era o dono principal do famoso Castelo de Karlsberg. Ele morreu em Mannheim em 1795.

## Descendência
De seu casamento com Maria Amália da Saxônia, tiveram apenas um único filho:
- Carlos Augusto Frederico, Príncipe  de Zweibrücken-Birkenfeld (2 de março de 1776 - 21 de agosto de 1784), morreu na infância.

## Pretensões à Baviera
Maximiliano III José, príncipe-eleitor da Baviera, morreu sem deixar descentes em 1778. O seu primo Wittelsbach, Carlos Teodoro, na altura príncipe-eleitor do Palatinado era o seu herdeiro. No entanto, também ele não tinha filhos legítimos para o suceder e juntar as possessões da Baviera e do Palatinado. Carlos II Augusto era herdeiro dos territórios Wittelsbach de: Zweibrücken (o seu ducado), os ducados de Neubörger, Sulzbach, Jülich, e Berg, além dos eleitorados do Palatinado e da Baviera (embora tivesse apenas direito de voto no Colégio de Eleitores, segundo o Tratado de Vestefália de 1648). Carlos Teodoro preferia os seus territórios do Palatinado e, por isso, tentou trocar partes da Baviera com o sacro-imperador José II em troca de partes da Holanda austríaca. Apesar de Carlos Teodoro preferir trocar todos os territórios da Baviera pela Holanda austríaca, a corte da Áustria não aceitou imediatamente a troca e nunca se chegou a um acordo final.
Carlos Augusto estava a seguir na linha de sucessão da Baviera, uma posição que não lhe agradava. O conde tinha apoiado activamente o rei Frederico, o Grande da Prússia e o eleitorado da Saxónia. O governo francês, comandado pelo Ministro dos Negócios Estrangeiros, Vergennes, apoiava-o passivamente, apesar da sua aliança formal com a corte de Viena. A Guerra de Sucessão da Baviera foi resolvida sem grandes lutas. Carlos Teodoro sucedeu em toda a Baviera, excepto no distrito a leste do Rio Inn, conhecido por Innviertel, que passou para a Áustria graças ao Tratado de Paz de Teschen de Maio de 1779. Houve uma nova tentativa para levar a cabo uma troca em 1784, mas Carlos Augusto voltou a opor-se à mesma, novamente com o apoio da Prússia, e esta acabaria também por falhar. Carlos Teodoro viveu mais tempo do que Carlos Augusto que morreu sem deixar descendentes. A Baviera acabaria por ser herdada pelo seu irmão mais novo, o príncipe Maximiliano José.

## Genealogia
| Carlos II Augusto, Duque de Zweibrücken | Pai: Frederico Miguel, Conde Palatino de Zweibrücken | Avô paterno: Cristiano III do Palatinado-Zweibrücken | Bisavô paterno: Cristiano II do Palatinado-Zweibrücken-Birkenfeld |
| Carlos II Augusto, Duque de Zweibrücken | Pai: Frederico Miguel, Conde Palatino de Zweibrücken | Avô paterno: Cristiano III do Palatinado-Zweibrücken | Bisavó paterna: Catarina Ágata de Rappoltstein                    |
| Carlos II Augusto, Duque de Zweibrücken | Pai: Frederico Miguel, Conde Palatino de Zweibrücken | Avó paterna: Carolina de Nassau-Saarbrücken          | Bisavô paterno: Luís Crato, Conde de Nassau-Saarbrücken           |
| Carlos II Augusto, Duque de Zweibrücken | Pai: Frederico Miguel, Conde Palatino de Zweibrücken | Avó paterna: Carolina de Nassau-Saarbrücken          | Bisavó paterna: Filipina Henriqueta de Hohenlohe-Langenburg       |
| Carlos II Augusto, Duque de Zweibrücken | Mãe: Maria Francisca de Sulzbach                     | Avô materno: José Carlos do Palatinado-Sulzbach      | Bisavô materno: Teodoro Eustáquio do Palatinado-Sulzbach          |
| Carlos II Augusto, Duque de Zweibrücken | Mãe: Maria Francisca de Sulzbach                     | Avô materno: José Carlos do Palatinado-Sulzbach      | Bisavó materna: Maria Leonor de Hesse-Rotemburgo                  |
| Carlos II Augusto, Duque de Zweibrücken | Mãe: Maria Francisca de Sulzbach                     | Avó materna: Isabel Augusta de Neuburgo              | Bisavô materno: Carlos III Filipe, Eleitor Palatino               |
| Carlos II Augusto, Duque de Zweibrücken | Mãe: Maria Francisca de Sulzbach                     | Avó materna: Isabel Augusta de Neuburgo              | Bisavó materna: Ludovica Carolina Radziwiłł                       |